# Neuenkirchen (Lüneburger Heide)
Neuenkirchen is een gemeente in de Duitse deelstaat Nedersaksen, gelegen in het Landkreis Heidekreis. Neuenkirchen telt 5.625 inwoners.

## Indeling van de gemeente

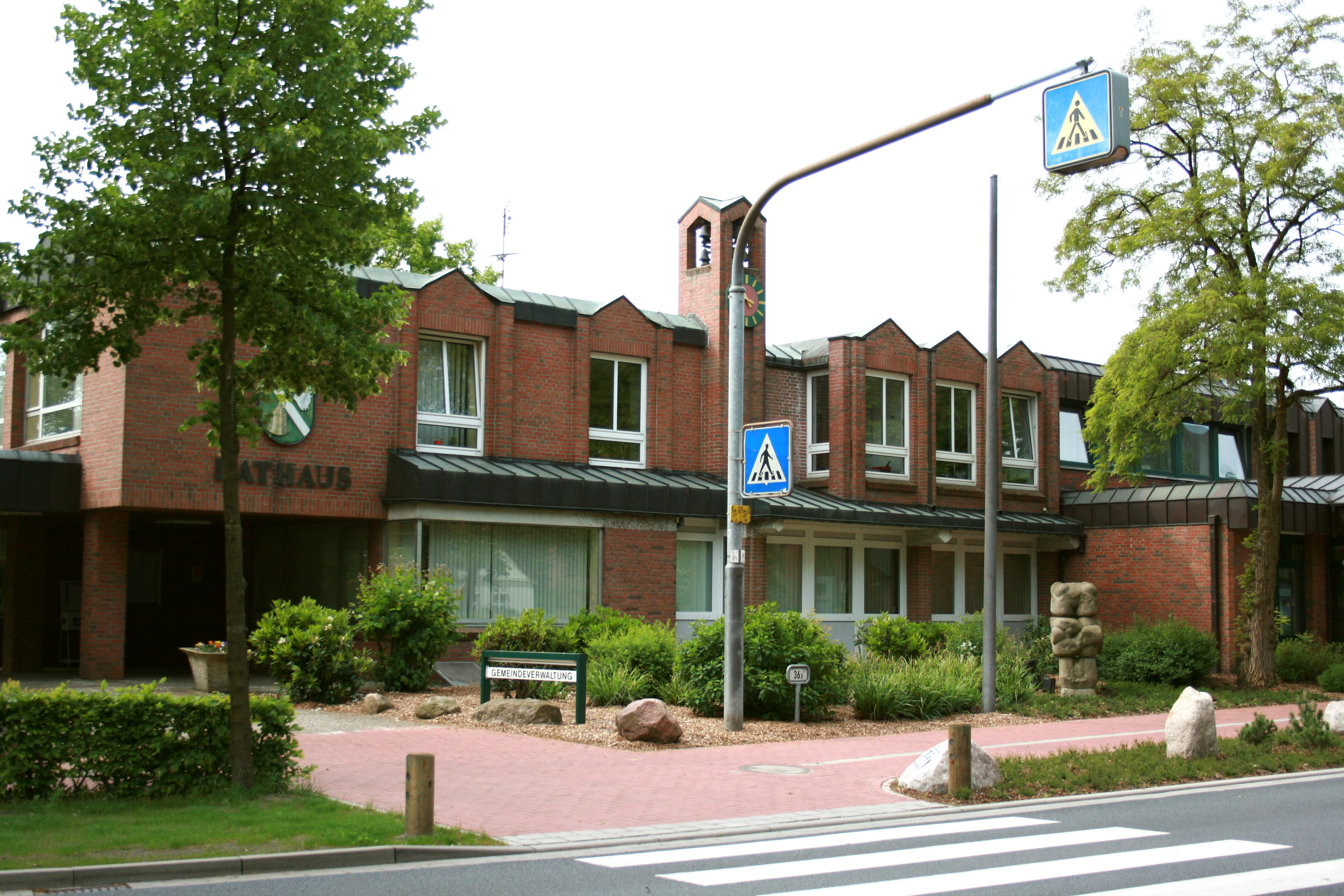
Gemeentehuis

Tot Neuenkirchen behoren 10 dorpen (Ortsteile):
- Behningen
- Brochdorf
- Delmsen (met ca. 700 inwoners op één na het grootste dorp in de gemeente)
- Gilmerdingen
- Grauen
- Ilhorn
- Neuenkirchen, zetel van het gemeentebestuur, met tussen 2.000 en 3.000 inwoners
- Schwalingen
- Sprengel
- Tewel

## Ligging, infrastructuur
Neuenkirchen ligt ongeveer halverwege Rotenburg/Wümme, in west-noordwestelijke richting, en Soltau,  in oost-zuidoostelijke richting.
De gemeente ligt in het westelijke gedeelte van de Lüneburger Heide, in een veen- en heidelandschap, dat in de 19e en 20e eeuw grotendeels in boerenland is omgezet. 
De belangrijkste hoofdweg, die door Neuenkirchen en door het direct ten noorden daarvan gelegen Delmsen loopt, is de Bundesstraße 71. Lijnbusverbindingen bestaan met Soltau en Schneverdingen. Verder rijden in de gemeente enige school- en buurtbussen.

## Geschiedenis
Tot en met de Tweede Wereldoorlog deden zich in de dorpen in de gemeente geen belangrijke historische feiten voor. Na de oorlog werden de dorpen uitgebreid met nieuwe wijken voor Heimatvertriebene, Duitsers, die na de oorlog hun woongebieden in o.a. Silezië, Oost-Pruisen en het Sudetenland moesten verlaten omdat die gebieden niet meer tot Duitsland behoorden.
Van 1913 tot 1986 bestond er een spoorverbinding met Soltau.
In 1974 werden negen omringende dorpen bij de gemeente Neuenkirchen gevoegd in het kader van een gemeentelijke herindeling.
Op 20 oktober 2004 rond 6.00 's morgens deed zich tussen Neuenkirchen en Rotenburg (Wümme) een aardbeving voor met een magnitude van 4,5 op de schaal van Richter. Wetenschappelijk onderzoek wees uit, dat de beving een natuurlijke, geologische oorzaak had. De beving, de zwaarste in de regio sedert het begin van de waarnemingen rond 1900,  veroorzaakte alleen materiële schade.

## Economie
De gemeente bestaat uit kleine, van oorsprong sterk agrarisch gekenmerkte dorpen. Het toerisme naar de Lüneburger Heide is de belangrijkste bron van inkomsten. Er zijn in de gemeente twee bedrijventerreinen voor lokaal midden- en kleinbedrijf.

## Bezienswaardigheden

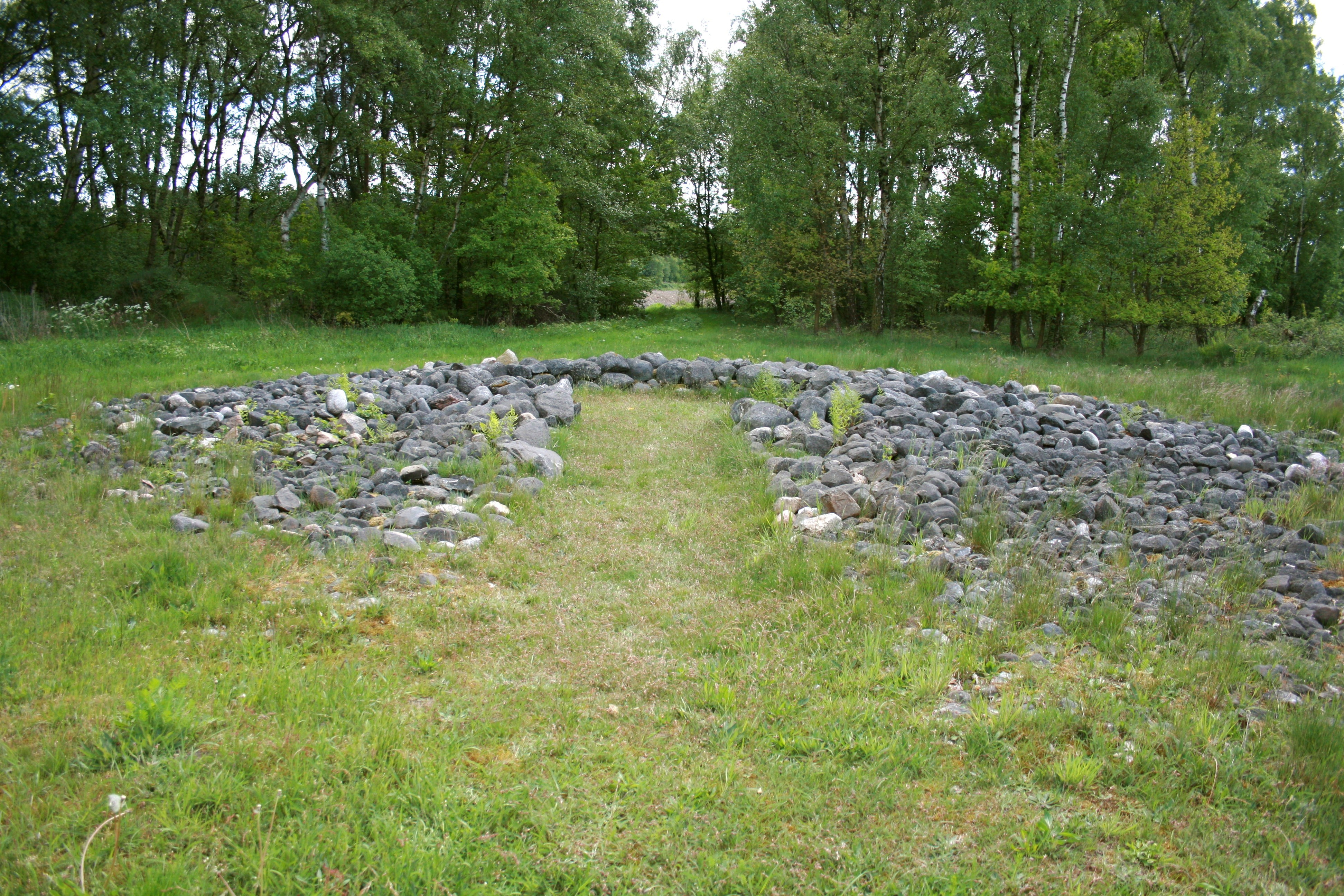
Kunst-Landschaft Nr. 4 : Egozentrischer Steinkreis (Timm Ulrichs,1977/78)
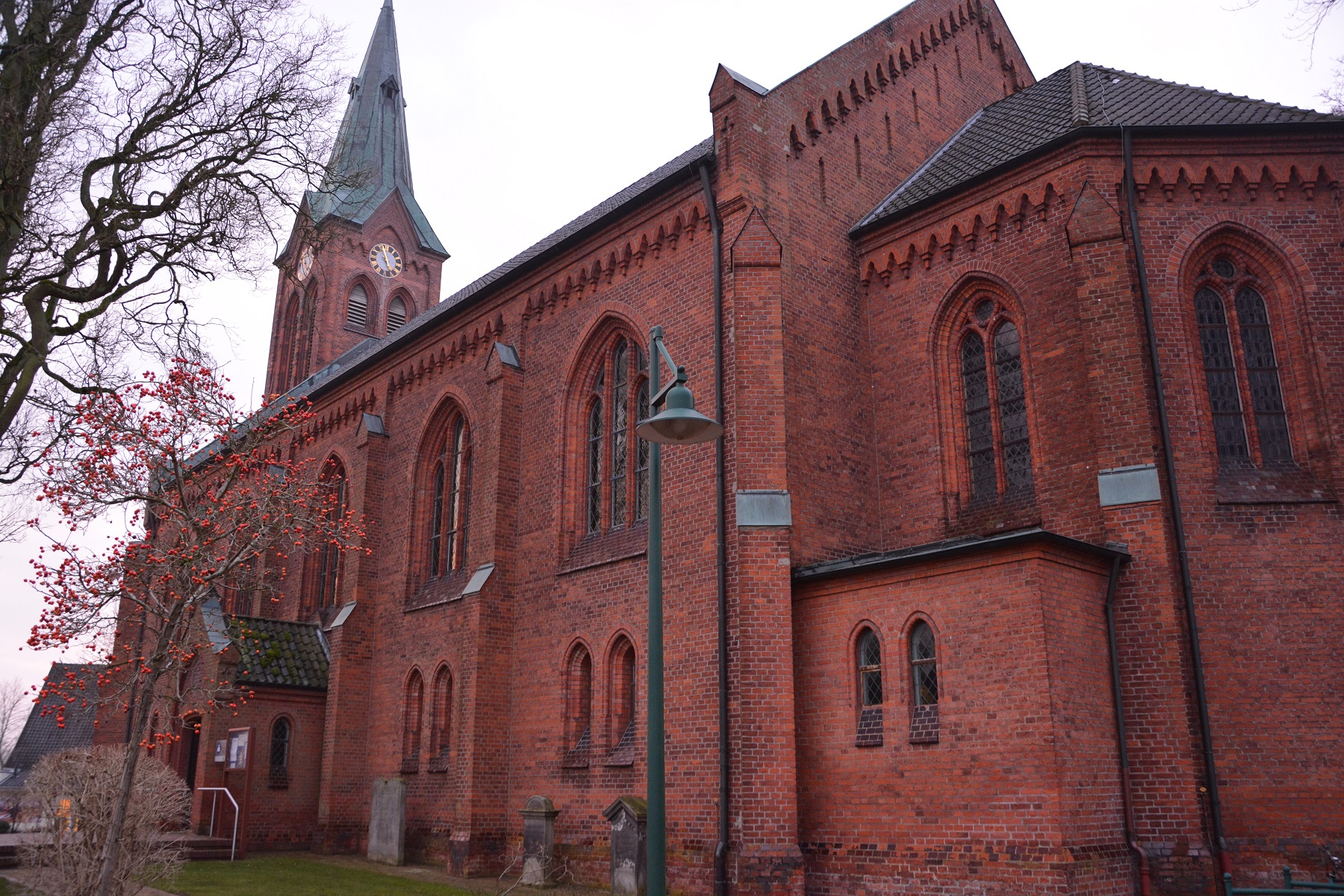
Evang.- lutherse Bartholomeüskerk, Neuenkirchen
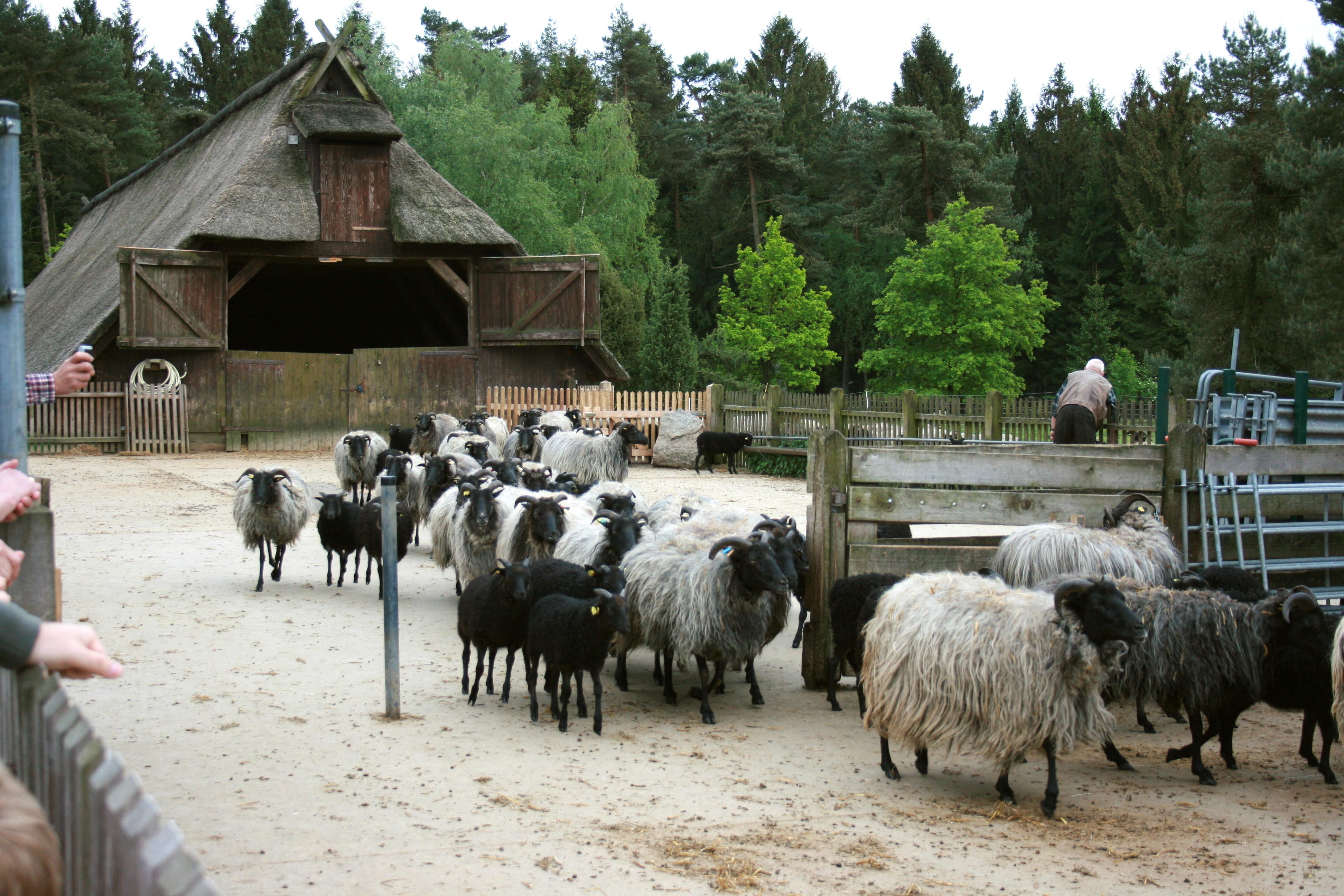
De Schäferhof

Te Neuenkirchen is een uitgestrekt, van meer dan regionaal belang zijnd kunst-park, met aansluitende beeldenroute,  te vinden voor o.a. werken van beeldhouwkunst, land art en voor installaties. Het werd ter gelegenheid van internationale beeldhouwkunst-symposia in 1977-1978 ingericht en draagt de naam Kunst-Landschaft Springhornhof. De in de plaats wonende beeldend kunstenaar Hawoli heeft er een aantal van zijn werken opgesteld. Verder is er werk te zien van Rainer Ganahl, Leo Kornbrust, Christiane Möbus, Timm Ulrichs, Tony Cragg, Mark Dion en vele anderen.
De Schäferhof bij Neuenkirchen is een bescheiden openluchtmuseum, gewijd aan het vak van herder met Heidschnucken-schapen.
Over de voormalige spoorlijn naar Soltau loopt een wandelpad. Een stuk van één kilometer lengte is echter nog van rails voorzien. Toeristen kunnen in het zomerseizoen hierop een ritje maken in een draisine.